# Чесалто
Чеса̀лто (на италиански и на венециански: Cessalto) е малко градче и община в Северна Италия, провинция Тревизо, регион Венето. Разположено е на 5 m надморска височина. Населението на общината е 3855 души (към 2010 г.).